# のぞき部屋
のぞき部屋（のぞきべや）は風俗店の一形態である。「ニュー風俗」のひとつとされる。

## 概要
のぞき部屋の発祥は1981年2月の大阪である。当時は終戦直後に登場した「額縁ショー」のノスタルジアであるなどと言った風俗批評が成されたが、後のファッションヘルスの原型ともされる。
店舗の構造は、中央に円形の大きな舞台が設置され、その周囲に複数の小さな個室が配置されている。舞台と個室の境界にはマジックミラーが設置され、入場料を払って個室に入った（男性）客はマジックミラー越しに舞台でパフォーマンスをする（裸で踊ったり自慰をしたりする）踊り子の女性を鑑賞する。マジックミラーの効果によって個室から舞台は見えるが舞台から個室は見えないように調整されており、個室内には（客が自慰行為をできるように）ティッシュが用意されている。
個室に設置された電話機を用いて客と踊り子がコミュニケーションをとることができることもある。また、客が追加のチップを払うことによって（個室と舞台の間の仕切りにあいた小さな穴を通して）踊り子の体に触れたり、逆に踊り子が手で客の性器に触れて射精に導くといったサービスが存在する場合もある。
1984年8月の風営法の改正によって店舗数は減少した。近年ではこれらサービスをライブカメラやチャットを使って、インターネット上にて提供するのぞきサイト業者もあり、これらも様々な系統が派生している。インターネットでのアダルトチャットでのやりとりではのぞき部屋のノリが意識されている場合がある。

## 女子高生の「のぞき部屋」
2010年末頃から、神奈川県・東京都（横浜・秋葉原・水道橋など）において18歳未満の女子高生の従業員を使った新型ののぞき部屋がいくつか営業していた。通常ののぞき部屋と同様、女子高生たちを集めた大部屋が店舗の中央に設置され、客はその周囲に複数配置された個室からマジックミラー越しに彼女たちの姿態を鑑賞することができる（ティッシュは用意されていない）。従業員の女子高生たちは（風俗店としてののぞき部屋と違って）着衣であるが、客が指名料金を払うと指名された従業員がその客の前で10分程度座り、客はミラー越しに彼女の下着を見る（パンチラ）ことができる。
女子高生からすれば、直接的な性的サービスをすることなく、大部屋で漫画を読んだり携帯電話を使用したり談笑したりしているだけで場合によっては一日一万円以上の収入が得られるため、手軽なアルバイトとして知られていた。
マジックミラーが設置されているとはいえ、女子高生の側からある程度は男性客が個室内部で行っている行為を確認できるなどのこともあって問題視され、2011年4月に横浜の店舗が県警から摘発された。ただし従業員が直接性的サービスを行っていたわけではないため風営法が適用できず、また店舗側は従業員に対して出勤の強制を行っていなかったことから児童福祉法の適用も不可能だったため、年少者を福祉の観点から有害な場所で使役したことが労働基準法に反するとの判断での摘発となった。
2011年10月、神奈川県ではこれらの新形態の擬似風俗店に対抗するため、青少年保護育成条例を改正することを決定した。改正後の条文では、着衣内の下着・水着や胸部・大腿部・臀部を露出させて鑑賞させるような営業形態のものが有害施設指定の対象となることが明記される。この条例における青少年とは18歳未満の者なので女子高生でも18歳になった者を雇用することは合法である。
風営法にも高校生に関する規定は無く、児童福祉法の児童や労働基準法の年少者も18歳未満という年齢で定義されている。